# Ogólna teoria względności

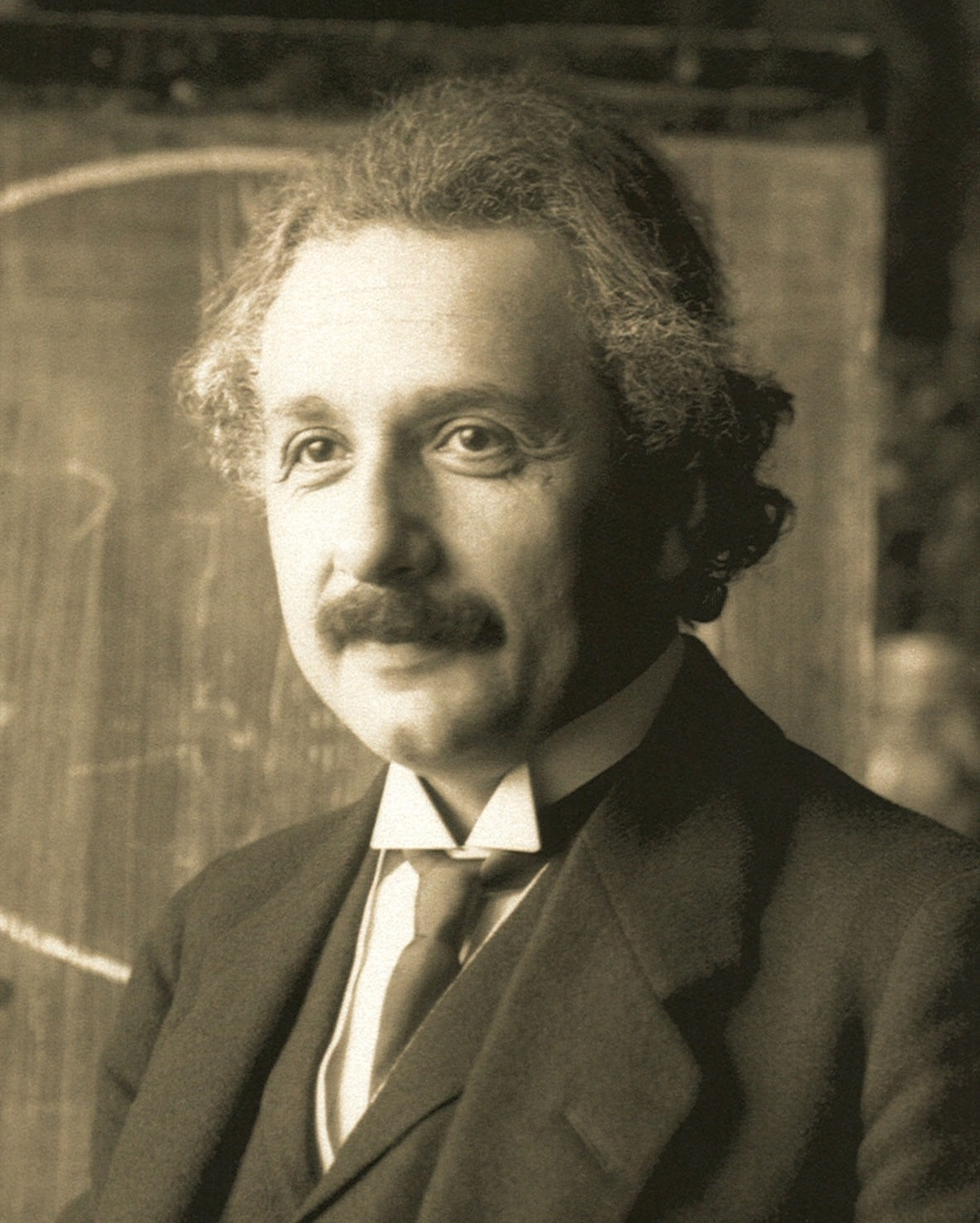
Albert Einstein – twórca ogólnej teorii względności

Precesja orbity Merkurego – zjawisko wyjaśnione przez teorię Einsteina

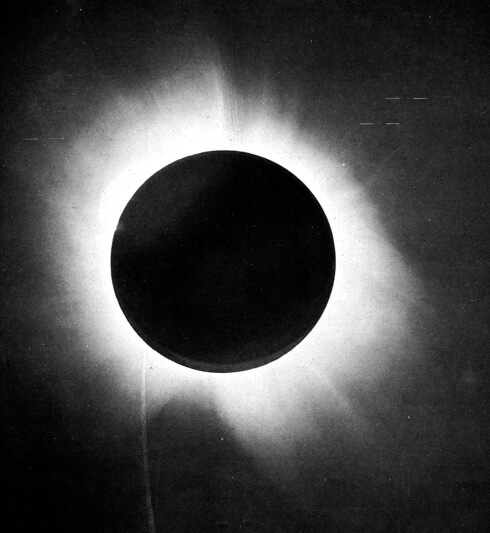
Zdjęcie z ekspedycji Eddingtona potwierdzającej OTW

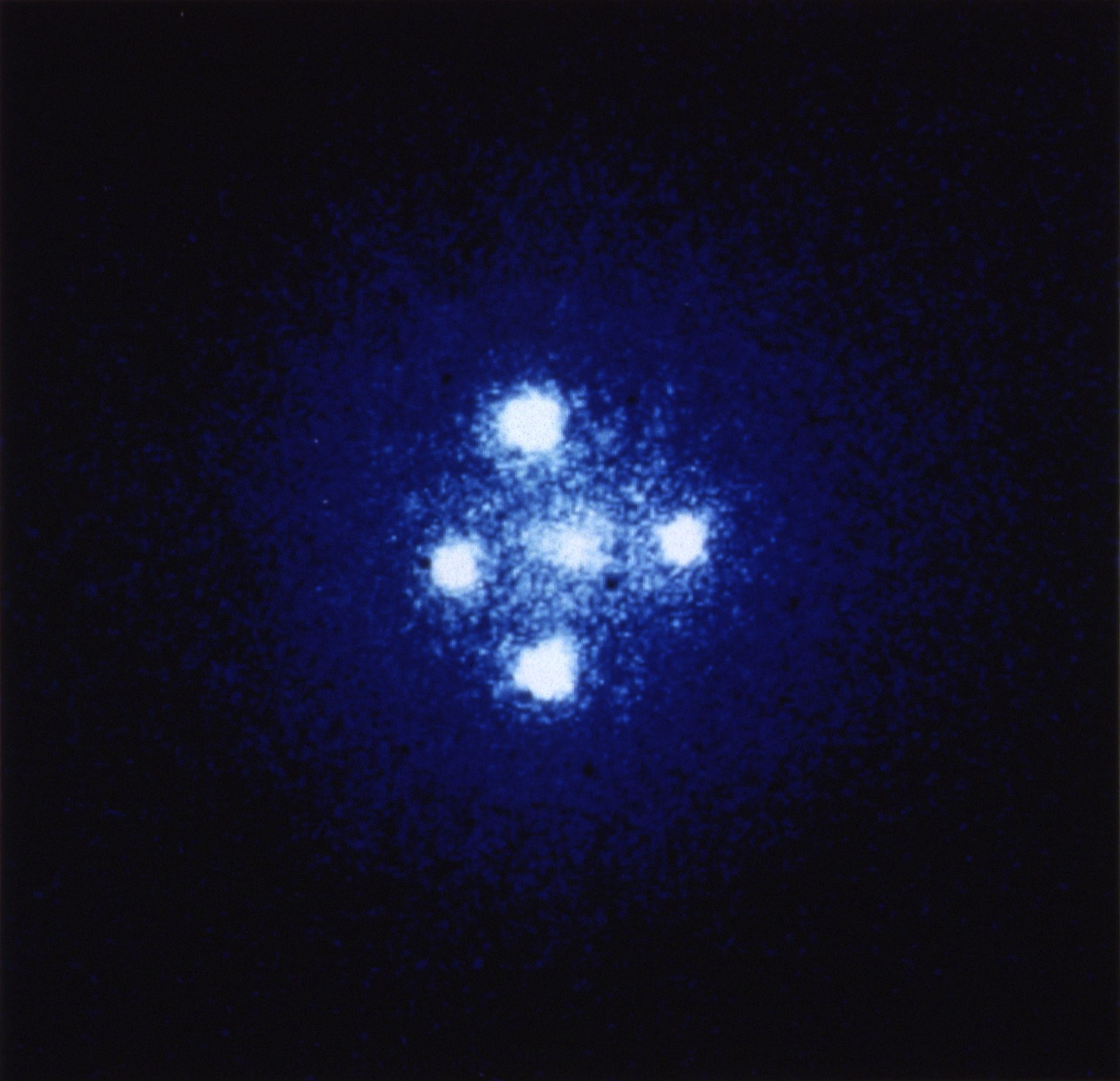
Krzyż Einsteina – obraz stworzony przez soczewkowanie grawitacyjne

Ogólna teoria względności (OTW) – teoria ciążenia autorstwa Alberta Einsteina, ogłoszona w 1915 roku. Jest to współczesny paradygmat opisu grawitacji – najdokładniejszy potwierdzony model tego oddziaływania, poprawiający prawo powszechnego ciążenia Newtona, potrzebny zwłaszcza do opisu silnych pól oraz całościowej (globalnej) budowy Wszechświata. OTW to przykład teorii pola, która jest jednocześnie:
- klasyczna, tj. nie uwzględnia zjawisk kwantowych;
- relatywistyczna, to znaczy zgodna ze szczególną teorią względności, w tym wynikającym z niej ograniczeniem prędkości oddziaływań do tej światła w próżni (c);
- tensorowa – potencjał nie jest w niej opisany ani pojedynczą liczbą (skalarem), ani wektorem w przestrzeni kartezjańskiej, lecz macierzą, konkretniej symetryczną macierzą kwadratową wymiaru 4×4.

Ta druga cecha odróżnia OTW od wcześniejszej teorii Newtona i czyni ją bliższą elektrodynamice Maxwella. OTW to jedna z geometrycznych teorii oddziaływań – ruch ciał wynika w niej z zakrzywienia czasoprzestrzeni, a potencjał grawitacyjny odpowiada krzywiźnie. Zależność tej wielkości od energii i pędu źródła jest zadana równaniem Einsteina – układem dziesięciu nieliniowych równań różniczkowych cząstkowych, opisujących przestrzeń pseudoriemannowską. Podstawowe postulaty tej teorii, na których opierają się równania pola, to:
- zasada równoważności – układy odniesienia spadające swobodnie są w niej lokalnie inercjalne;
- uogólniona zasada względności – równania OTW są jednakowe nie tylko w inercjalnych układach odniesienia, ale też w części nieinercjalnych, konkretniej tych spadających swobodnie; właśnie stąd pochodzi nazwa tej teorii[potrzebny przypis].

OTW wyjaśniła pewne obserwacje trudne do pogodzenia z teorią Newtona, a także przewidziała dalsze zjawiska, po raz pierwszy potwierdzone w 1919 roku przez Arthura Eddingtona, co przyniosło Einsteinowi światową sławę. Na teorii Einsteina zbudowano też modele kosmologiczne, w tym model FLRW, który poprawnie opisał rozszerzanie się obserwowalnego Wszechświata oraz potwierdzony później Wielki Wybuch. Oprócz tego dzięki OTW odkryto grawitacyjną dylatację czasu istotną dla technologii GPS, soczewkowanie grawitacyjne, czarne dziury oraz fale czasoprzestrzeni, co stworzyło nowe metody i obszary badań astrofizyki. Za rozwój OTW oraz jej potwierdzenie przyznano kilka Nagród Nobla w dziedzinie fizyki oraz inne wyróżnienia naukowe jak Medal Copleya, Nagroda Alberta Einsteina, Nagroda Wolfa w dziedzinie fizyki czy Nagroda Fizyki Fundamentalnej; powstały całe towarzystwa badawcze poświęcone rozwijaniu tej teorii i blisko powiązanych tematów.
Mimo doskonałej zgodności z obserwacjami OTW prawdopodobnie nie jest teorią ostateczną. Poszukiwane są modele kwantowej grawitacji, które mogą usunąć jej anomalne rozwiązania jak osobliwości oraz zamknięte krzywe czasopodobne, a dzięki temu lepiej opisać czarne dziury, Wielki Wybuch i ekstremalne oddziaływania cząstek elementarnych, przy których siła ciążenia staje się porównywalna z pozostałymi oddziaływaniami podstawowymi. Oprócz tego astronomiczne problemy ciemnej materii i ciemnej energii próbuje się rozwiązać nie tylko postulowaniem nowych substancji, ale też modyfikacją równań Einsteina. Sam twórca OTW pracował nad jej rewizjami, w tym nad unifikacją tej teorii z elektrodynamiką. Jego strategię zarzucono, jednak część fizyków żywi podobne nadzieje – poszukiwana kwantowa teoria grawitacji mogłaby być połączona z teoriami innych sił; cel ten bywa nazywany teorią wszystkiego.

## Droga do OTW, geometrie nieeuklidesowe
Gauss dostrzegł jako pierwszy, że geometria przestrzeni fizycznej nie musi być euklidesowa. Zauważył on, że możliwe jest budowanie logicznie spójnej i prawidłowej z matematycznego punktu widzenia geometrii, odrzucając piąty z aksjomatów Euklidesa o prostych równoległych. Nigdy jednak nie opublikował swoich przemyśleń na ten temat, uważając, że nie zostaną właściwie zrozumiane. Gauss nie odnosił swoich idei do rzeczywistości fizycznej, a rozwijał je jedynie jako teorie matematyczne.
Za twórcę geometrii nieeuklidesowych uważa się współcześnie Janosa Bolyai, który jako pierwszy ogłosił prace, w których podał przykłady tego rodzaju geometrii. Poważny wkład do tej dziedziny wniósł Georg Riemann, konstruując swoją teorię rozmaitości różniczkowych. Bardzo istotną, choć czysto techniczną rolę otwierającą możliwości budowy OTW Einsteina odegrali Christofel, Ricci i inni twórcy rachunku tensorowego. Znaczący wkład należał zwłaszcza do Bianchiego, który udowodnił tożsamości nazwane jego imieniem.
W życiu codziennym można także zaobserwować geometrie nieeuklidesowe. Na przykład powierzchnia Ziemi jest sferą i jako taka posiada pewną krzywiznę, zaś suma kątów w trójkątach na globusie jest większa niż 180 stopni. Istnieją także pomiary, w przypadku których można bezpośrednio wykryć, że geometria czasoprzestrzeni jest nieeuklidesowa. Przykładem jest doświadczenie Pounda-Rebki (1959), w którym wykryto zmianę długości fali światła pochodzącego od źródła kobaltowego, wznoszącego się przeciwko sile grawitacji na wysokość 22,5 metra, w szybie znajdującym się w Jefferson Physical Laboratory w Harvard University. Także zegary atomowe w satelitach GPS krążących wokół Ziemi muszą uwzględniać poprawkę związaną z efektami grawitacji. Przykłady te jednak nie były dostępne w czasach Gaussa i Riemanna.

## OTW Einsteina
Podstawową ideą teorii względności jest to, że nie możemy mówić o wielkościach fizycznych takich jak prędkość czy przyspieszenie, nie określając wcześniej układu odniesienia, oraz że układ odniesienia definiuje się poprzez wybór pewnego punktu w czasoprzestrzeni, z którym jest on związany. Oznacza to, że wszelki ruch określa się i mierzy względem innych określonych układów odniesienia. W ramach tej teorii, inaczej niż w szczególnej teorii względności, która podawała opis ruchu w inercjalnych (nieprzyspieszających) układach odniesienia, opis ruchu prowadzony jest w dowolnych układach odniesienia, inercjalnych lub nieinercjalnych. Podstawowym założeniem jest takie sformułowanie praw fizycznych i opisu ruchu, aby miały one identyczną postać matematyczną bez względu na używany do opisu układ odniesienia, stąd konieczność zastosowania rachunku tensorowego. Jednym z postulatów ogólnej teorii względności jest zasada równoważności, mówiąca, że nie można (lokalnie) rozróżnić spadku swobodnego w polu grawitacyjnym od ruchu w układzie inercjalnym. Z postulatu tego wynika, że masa bezwładna i grawitacyjna są sobie równoważne. Dokładniej równość mas: grawitacyjnej i bezwładnej określana jest mianem słabej zasady równoważności (WEP), natomiast pełna zasada równoważności Einsteina głosi, że wynik dowolnego, lokalnego doświadczenia niegrawitacyjnego jest niezależny od prędkości swobodnie spadającego układu odniesienia i jest zgodny z przewidywaniami STW (tzw. lokalna niezmienniczość lorentzowska) i wynik ten jest niezależny od miejsca i czasu (tzw. lokalna niezmienniczość na położenie). W badaniach wykazano, że ogólna teoria względności jest sprzeczna z zasadą Macha.
OTW mówi, że z daną dokładnością można definiować jedynie lokalne układy odniesienia, dla skończonych przedziałów czasu i ograniczonych obszarów w przestrzeni. Jest to analogia z rysowaniem map fragmentów powierzchni Ziemi – nie można sporządzić mapy obejmującej całą powierzchnię Ziemi bez deformacji. Zasady dynamiki Newtona są w ogólnej teorii względności zachowane w lokalnych układach odniesienia. W szczególności cząstki, na które nie działa żadna siła, poruszają się po liniach prostych w lokalnych inercjalnych układach odniesienia. Jednak jeżeli linie te się przedłuży, to nie otrzymujemy linii prostych, lecz krzywe zwane geodezyjnymi. Dlatego też pierwsza zasada dynamiki Newtona zostaje zastąpiona przez zasadę poruszania się po geodezyjnej.
Odróżniamy inercjalne układy odniesienia, w których ciała fizyczne nie zmieniają swojego stanu ruchu, jeżeli nie oddziałują z żadnym innym ciałem fizycznym, od nieinercjalnych układów odniesienia, w których poruszające się ciała mają przyspieszenie pochodzące od układu odniesienia. W tych drugich pojawia się pozorna siła wynikająca z przyspieszenia samego układu odniesienia, a nie z oddziaływania z innym ciałem fizycznym. W związku z tym np. odczuwamy siłę odśrodkową wtedy, gdy samochód, będący naszym układem odniesienia, skręca. Podobnie obserwujemy Efekt Coriolisa i tzw. siłę odśrodkową wtedy, gdy układem odniesienia jest ciało będące w ruchu obrotowym (na przykład bąk-zabawka lub Ziemia). Zasada równoważności w ogólnej teorii względności mówi, że w układzie lokalnym nie można przeprowadzić doświadczenia, dzięki któremu dałoby się odróżnić spadek swobodny w polu grawitacyjnym od ruchu jednostajnego przy braku pola grawitacyjnego. Mówiąc w skrócie, w układzie odniesienia związanym z ciałem spadającym swobodnie nie ma grawitacji. Oznacza to, że obserwowana na powierzchni Ziemi grawitacja jest siłą obserwowaną w układzie odniesienia związanym z materią na powierzchni, która nie jest „wolna”, lecz na którą oddziałuje materia z wnętrza Ziemi i sytuacja ta jest analogiczna do sytuacji w skręcającym samochodzie.
Matematycznie, Einstein modeluje czasoprzestrzeń przy pomocy czterowymiarowej pseudoriemannowskiej rozmaitości, a z jego równania pola wynika, że krzywizna rozmaitości w punkcie jest bezpośrednio związana z tensorem napięć-energii w tym punkcie; tensor ten jest miarą gęstości materii i energii. Krzywizna określa sposób, w jaki materia się porusza, a materia określa sposób, w jaki przestrzeń się zakrzywia. Równanie pola nie jest dowiedzione w sposób jednoznaczny i istnieje możliwość zaproponowania innych modeli, pod warunkiem, że nie będą stały w sprzeczności z obserwacjami.
Ogólna teoria względności wyróżnia się spośród innych teorii grawitacji swoją prostotą powiązania materii i krzywizny, chociaż wciąż nie istnieje teoria unifikacji pomiędzy ogólną teorią względności a mechaniką kwantową i nie potrafimy zastąpić równania pola bardziej ogólnym prawem kwantowym. Niewielu fizyków wątpi w to, że taka teoria wszystkiego będzie zawierała w sobie ogólną teorię względności, tak jak ogólna teoria względności zawiera w sobie prawo powszechnego ciążenia Newtona w zakresie nierelatywistycznym.
Równanie pola Einsteina zawiera parametr zwany stałą kosmologiczną {\displaystyle \Lambda ,} która została wprowadzona przez Einsteina po to, aby Wszechświat pozostał statyczny (tzn. nierozszerzający i niezapadający się). Ta próba zakończyła się niepowodzeniem z dwóch powodów: statyczny Wszechświat opisywany przez tę teorię byłby niestabilny, co więcej, obserwacje prowadzone przez Hubble’a dekadę później pokazały, że nasz Wszechświat nie jest statyczny, lecz się rozszerza. Dlatego też zrezygnowano ze stałej {\displaystyle \Lambda ,} lecz ostatnie obserwacje supernowych typu Ia wskazują na to, że być może należy ją ponownie wprowadzić do równań.

## Równania teorii
Ogólna teoria względności wiąże geometrię czasoprzestrzeni z rozkładem materii. Czasoprzestrzeń jest zbiorem punktów (dokładniej rozmaitością różniczkową), której punktom przyporządkowuje się cztery współrzędne {\displaystyle x^{\mu }=(x^{0}=ct,x^{1},x^{2},x^{3}).} Odległość między dwoma punktami o współrzędnych {\displaystyle x^{\mu }} i {\displaystyle x^{\mu }+dx^{\mu }} zadaje:
|  |  | {\displaystyle ds^{2}=g_{\mu \nu }(x)dx^{\mu }dx^{\nu }} |  | (1) |

Gdy czasoprzestrzeń jest globalnie płaska – teoria przechodzi w szczególną teorię względności. W tym przypadku tensor metryczny
|  |  | {\displaystyle g_{\mu \nu }=\eta _{\mu \nu }={\begin{bmatrix}1&0&0&0\\0&-1&0&0\\0&0&-1&0\\0&0&0&-1\end{bmatrix}}} |  | (2) |

opisuje czasoprzestrzeń Minkowskiego. Poczucie lokalnej płaskości zakrzywionej czasoprzestrzeni (zasada równoważności) oznacza możliwość przejścia do takiego układu współrzędnych, by
|  |  | {\displaystyle g_{\mu \nu }=e_{\mu }^{a}e_{\nu }^{b}\eta _{ab},} |  | (3) |

Pola {\displaystyle e_{b}^{a}(x)} nazywamy polami reperów. Cała informacja o zakrzywieniu czasoprzestrzeni zawarta jest w tych polach. Z punktu widzenia matematycznego pola reperów są formami różniczkowymi.
|  |  | {\displaystyle e^{a}=e_{\mu }^{a}dx^{\mu }.} |  | (4) |

Formy te można przeskalować (lokalna transformacja cechowania), a tensor metryczny nie ulega zmianie
|  |  | {\displaystyle e^{a}\rightarrow e'^{a}=\Lambda _{b}^{a}e^{b},} |  | (5) |

gdzie {\displaystyle \Lambda } są macierzami Lorentza tworzącymi grupę Lorentza.
Linie najkrótsze łączące dwa punkty (linie geodezyjne) nie są już liniami prostymi. Spełniają one równanie
|  |  | {\displaystyle {\frac {d^{2}x^{\lambda }}{ds^{2}}}+\Gamma _{\mu \nu }^{\lambda }{\frac {dx^{\mu }}{ds}}{\frac {dx^{\nu }}{ds}}=0,} |  | (6) |

gdzie {\displaystyle \Gamma } jest symbolem Christoffela
|  |  | {\displaystyle \Gamma _{\mu \nu }^{\lambda }={\frac {1}{2}}g^{\lambda \rho }(\partial _{\mu }g_{\rho \nu }+\partial _{\nu }g_{\rho \mu }-\partial _{\rho }g_{\mu \nu }).} |  | (7) |

W OTW ciała w spadku swobodnym poruszają się po liniach geodezyjnych, gdy ich masa i rozmiary są zaniedbywalnie małe.
W czasoprzestrzeni Minkowskiego wszystkie symbole Christoffela się zerują i linie najkrótsze są prostymi.
Zakrzywienie czasoprzestrzeni określa tensor krzywizny {\displaystyle R_{\mu \nu \rho }^{\lambda }} i związany z nim tensor krzywizny Ricciego
|  |  | {\displaystyle R_{\mu \nu }=\partial _{\nu }\Gamma _{\mu \lambda }^{\lambda }-\partial _{\lambda }\Gamma _{\mu \nu }^{\lambda }-\Gamma _{\mu \nu }^{\rho }\Gamma _{\rho \sigma }^{\sigma }+\Gamma _{\mu \sigma }^{\rho }\Gamma _{\nu \rho }^{\sigma }} |  | (8) |

oraz skalar krzywizny Ricciego {\displaystyle R=g^{\mu \nu }R_{\mu \nu }.} Oczywiście w płaskiej czasoprzestrzeni Minkowskiego wszystkie te wielkości są równe zero.
Równanie Einsteina opisuje związek między zakrzywieniem czasoprzestrzeni (grawitacją) opisanym tensorem metrycznym {\displaystyle g_{\mu \nu },} a rozkładem materii opisanym tensorem energii-pędu {\displaystyle T_{\mu \nu }.} Równanie Einsteina można wyprowadzić z ekstremum całki działania dla pola grawitacyjnego. Równanie to ma następującą postać:
|  |  | {\displaystyle R_{\mu \nu }-{\frac {1}{2}}g_{\mu \nu }R+\Lambda g_{\mu \nu }=-{\frac {8\pi }{c^{4}}}GT_{\mu \nu },} |  | (9) |

gdzie:
{\displaystyle R_{\mu \nu }} – tensor krzywizny Ricciego,
{\displaystyle R} – skalar krzywizny Ricciego,
{\displaystyle g_{\mu \nu }} – tensor metryczny,
{\displaystyle \Lambda } – stała kosmologiczna,
{\displaystyle T_{\mu \nu }} – tensor energii-pędu,
{\displaystyle \pi } – liczba pi,
{\displaystyle c} – prędkość światła w próżni,
{\displaystyle G} – stała grawitacji.
Natomiast {\displaystyle g_{\mu \nu }} opisuje metrykę rozmaitości i jest tensorem symetrycznym 4 × 4, ma więc 10 niezależnych składowych. Biorąc pod uwagę dowolność przy wyborze czterech współrzędnych czasoprzestrzennych, liczba niezależnych równań wynosi 6.
Rozkład materii w czasoprzestrzeni opisany jest przez tensor energii-pędu
|  |  | {\displaystyle T_{\mu \nu }=(\epsilon +P)u_{\mu }u_{\nu }-g_{\mu \nu }P,} |  | (10) |

gdzie {\displaystyle u} jest wektorem jednostkowym {\displaystyle u_{\mu }u^{\mu }=1,} {\displaystyle \epsilon } jest przestrzennym rozkładem energii, a {\displaystyle P} rozkładem ciśnienia.
W próżni gdy {\displaystyle \epsilon =0} i {\displaystyle P=0} rozwiązaniem równań Einsteina jest przestrzeń Ricci płaska ({\displaystyle R_{\mu }\nu =0,} np. przestrzeń Minkowskiego, ale również rozwiązanie z metryką Karla Schwarzschilda).
Jeżeli układ fizyczny opisuje ciało masywne, a ciśnienie jest niewielkie, wtedy {\displaystyle \epsilon =\rho c^{2}} i źródłem grawitacji jest tylko rozkład masy {\displaystyle \rho .} W granicy gdy prędkość światła w próżni {\displaystyle c} dąży do nieskończoności, otrzymujemy teorię grawitacji Newtona.

## Potwierdzenie teorii

### Anomalie orbity Merkurego

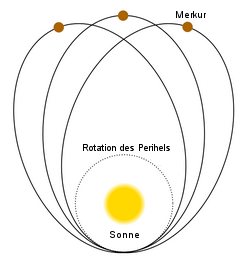
Precesja peryhelium Merkurego – Einstein wyjaśnił za pomocą OTW różnicę 43″/stulecie, niezgodnych z teorią Newtona.

Świadectwem przeciw teorii Newtona i jednocześnie za teorią Einsteina była niezgodność ruchu Merkurego. Ruch tej planety wykazywał niewielkie odchylenia znane od drugiej połowy XIX stulecia, względem obliczeń wynikających z newtonowskich praw ruchu i grawitacji. Anomalia orbity Merkurego jest bardzo niewielka, wynosi 43 sekundy kątowe na każde sto lat. Żadne z proponowanych na gruncie teorii Newtona rozwiązań tego problemu nie okazało się skuteczne. W roku 1916 Einstein wyjaśnił ową niezgodność przy pomocy praw grawitacji w ogólnej teorii względności.

### Ruch światła w zakrzywionej czasoprzestrzeni
Newton stwierdził w swojej Optyce, że światło może ulegać wpływowi grawitacji. Na mocy swojej teorii grawitacji przyjął on, że światło gwiazdy przechodzące w pobliżu Słońca na swojej drodze ku Ziemi odchyli się skutkiem grawitacji o kąt 0,87″. Do zaobserwowania tego zjawiska niezbędne jest wystąpienie zaćmienia Słońca. Teoria Einsteina przewiduje, że odchylenie to będzie dwukrotnie większe, czyli 1,74″.
Obserwacje potwierdziły (w granicach błędu eksperymentalnego), obliczenia wynikające z teorii Einsteina i po dziś dzień uważane są za jej kluczowe świadectwo. Powyższy eksperyment przeprowadzano wielokrotnie, przy jednoczesnym uściślaniu wyników pomiaru. Znacznie dokładniejsze pomiary przeprowadzone w latach 70. przez Hulsego i Taylora, przy obserwacji podwójnego układu pulsarów, również potwierdziły przewidywania tej teorii.
Do tej pory nie istnieją dane obserwacyjne mogące podważyć ogólną teorię względności, choć wiadomo, że nawet przy próbach połączenia z mechaniką kwantową, nie tłumaczy ona obecnego kształtu Wszechświata (patrz ciemna materia i ciemna energia).